# Petro Puzyrewski
Petro Stepanowycz Puzyrewski, ukr. Петро Степанович Пузиревський, ros. Пётр Степанович Пузыревский, Piotr Stiepanowicz Puzyriewski (ur. 1903, Imperium Rosyjskie, zm. 19??, Ukraińska SRR) – ukraiński trener piłkarski.

## Kariera trenerska
Od 1947 do 1948 prowadził Spartak Chersoń.